# セルゲイ・チェプチュゴフ
セルゲイ・チェプチュゴフ（Sergei Andreyevich Chepchugov、1985年7月15日 - ）は、ロシア・クラスノヤルスク出身の元サッカー選手。現役時代のポジションはGK。

## 来歴
2004年、地元のFKメタルルグ・クラスノヤルスクでプロデビュー。2008年前半はラトビアでプレーしていた。同年の後半からFCシビル・ノヴォシビルスクに所属。2009年シーズンは、シビルを史上初となる、プレミア昇格へ導き、チェプチュゴフ自身もリーグ最優秀GKに選ばれた。2009年12月23日、PFC CSKAモスクワへ移籍。契約期間は2年。

## 所属クラブ
- FKメタルルグ・クラスノヤルスク 2004-2007
  - →  FKシビリャク・ブラーツク 2006
- FKリガ 2008
- FCシビル・ノヴォシビルスク 2008-2009
- PFC CSKAモスクワ 2010-2017
- FKエニセイ・クラスノヤルスク 2017-2018
- FKエニセイ・クラスノヤルスク 2021

## タイトル
クラブ
 PFC CSKAモスクワ
- ロシア・プレミアリーグ 2012-13, 2013-14, 2015-16
- ロシア・カップ 2010-11, 2012-13
- ロシア・スーパーカップ 2013